# Saint-Bonnet-de-Mure
Saint-Bonnet-de-Mure es una comuna francesa situada en el departamento de Ródano, de la región de Auvernia-Ródano-Alpes.

## Demografía
| 845 | 1 282 | 2 363 | 3 206 | 4 604 | 5 597 | 6 119 | 6 466 | 6 851 |
| Para los censos de 1962 a 1999 la población legal corresponde a la población sin duplicidades (Fuente: INSEE [Consultar]) |       |       |       |       |       |       |       |       |